# Litecoin
Litecoin – kryptowaluta, a także otwartoźródłowy projekt na licencji X11. Zainspirowany i niemal identyczny technicznie jak bitcoin, litecoin jest tworzony i przekazywany bez udziału centralnego emitenta. 
Kryptowaluta została stworzona przez programistę pochodzącego z Wybrzeża Kości Słoniowej, Charliego Lee w 2011 roku. Od 2000 roku, przez prawie dekadę pracował dla Google, po czym podjął współpracę z jedną z największych giełd kryptowalut - Coinbase. Aktualnie zajmuje się fundacją Litecoin i dalszym rozwijaniem projektu.
Różni się on od bitcoina trzema podstawowymi cechami:
Po pierwsze sieć litecoin przetwarza blok co 2,5 minuty – podczas gdy bitcoin robi to co 10 minut – co  pozwala na szybsze potwierdzenie transakcji. Analogicznie jak dla bitcoina, trudność sieci dostosowuje się do dostępnej mocy obliczeniowej, wykorzystując kroczącą średnią tak, żeby każdy nowy blok wydobywany był raz na 2,5 minuty.
Po drugie sieć litecoin wyprodukuje 84 miliony litecoinów, czyli czterokrotnie więcej niż sieć bitcoinów.
Po trzecie litecoin opiera się na Scrypt jako matematycznym dowodzie (proof of work) wykonywanych działań. Stworzenie koparek FPGA i ASIC stosujących Scrypt wydaje się o wiele trudniejsze niż układów korzystających z SHA-256 na potrzeby sieci bitcoin oraz kosztowniejsze z powodu konieczności zastosowania szybkich pamięci. Ponadto wydajność tych układów nie powinna się znacząco różnić od obecnie wykorzystywanych GPU, gdyż największy wpływ na wydajność obliczeń Scrypt ma szybkość pamięci.
Każdy litecoin dzieli się na 100 000 000 mniejszych jednostek, najmniejsza z nich (czyli 0.00000001 LTC) to Litoshi.